# The Comrades

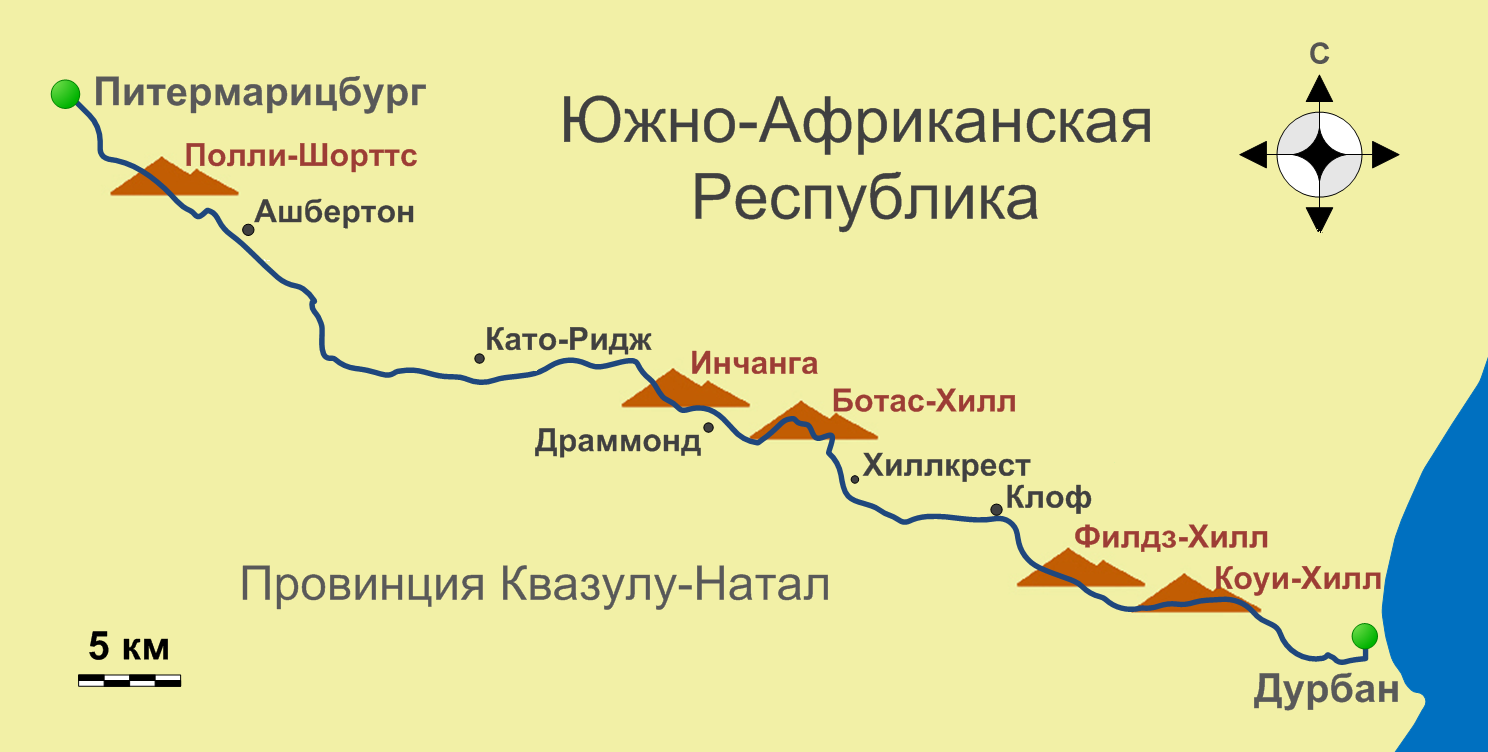
Схема трассы сверхмарафона The Comrades

The Comrades (англ. The Comrades Marathon) — старейший и самый массовый в мире легкоатлетический пробег на сверхмарафонскую дистанцию. Трасса длиной 90 км проходит по территории южно-африканской провинции Квазулу-Натал.

## Трасса

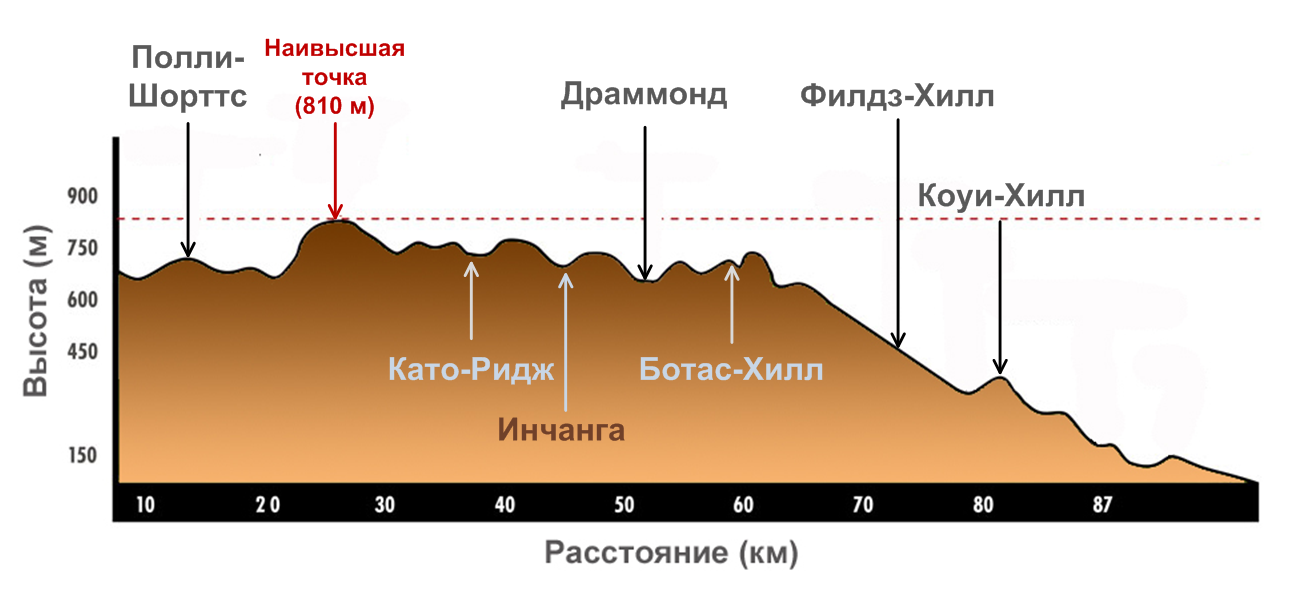
Профиль трассы сверхмарафона The Comrades (направление «вниз»)

Трасса пробега проходит по дорогам южноафриканской провинции Квазулу-Натал. Направление движения меняется ежегодно; в зависимости от места старта пробег носит условное название «вверх» или «вниз». Пробег «вверх» стартует в Дурбане и финиширует в Питермарицбурге, пробег «вниз» стартует в Питермарицбурге и финиширует Дурбане. Несмотря на своё официальное название (The Comrades Marathon, дословно Марафон «Товарищи»), пробег является не классическим марафоном длиной 42,195 км, а соревнованиями на сверхмарафонскую дистанцию. Длина трассы меняется в зависимости от направления: при пробеге «вверх» она составляет 85—86 км, при пробеге «вниз» — 88—89 км. Дистанция проложена по гористой местности; суммарный набор высоты составляет порядка 1,8 км при движении по направлению «вверх», и 1,2 км при движении по направлению "вниз".  Первая треть дистанции «вверх» проходит по длинному и крутому подъёму. Верхняя часть трассы расположена на плоскогорье, по которому проходят гребни, пересекающие маршрут. Бегуны преодолевают перевалы протяжённостью 500 — 5000 м, которые, при направлении движения «вверх», располагаются в следующем порядке: Коуи-Хилл, Филдз-Хилл (Field’s Hill), Ботас-Хилл, Инчанга и Полли-Шорттс. На дистанции организовано более 50-ти пунктов питания.

## Общая информация
Главный герой «The Comrades»
Одним из главных героев «The Comrades» становится бегун, который первым достигает финиша после того, как истекает лимит времени и трасса закрывается. Он не получает ничего, даже памятной медной медали, но все объективы фото- и телекамер тут же разворачиваются в его сторону. К спортсмену выстраивается очередь журналистов, а на следующий день его портрет украшает первые полосы всех местных газет. Большинство южноафриканцев испытывают к этому человеку чувства даже более тёплые, чем к победителю соревнований. Ведь он преодолел всю дистанцию и не получил за это никакой награды. В 1997 году 50-летняя американка по имени Джорджия Густафсон (Georgia Gustafson) пробежала «The Comrades» с результатом 11 часов 0,4 сек (при 11-часовом лимите трассы). Американка не могла понять, почему её тут же окружили представители южноафриканских СМИ. Вскоре журналистский ажиотаж спал, Джорджия продолжила свою недельную туристическую поездку по ЮАР, но везде, где бы она ни появилась, её тут же узнавали местные жители. Спортсменка вспоминает: «Меня хотели расцеловать и просили дать автограф совершенно незнакомые люди. Я превысила свою квоту на 15 минут славы.»
К участию допускают спортсменов, достигших 20-летнего возраста, которые прошли предварительную квалификацию, условием которой является успешное преодоление одного из официально определённых пробегов. До 2003 года лимит трассы составлял 11 часов. В 2003 году он был увеличен до 12 часов. На трассе расположен ряд контрольных точек, которые бегунам следует преодолеть, уложившись в определённые временные рамки — в противном случае спортсменов снимают с дистанции. Иностранные бегуны носят нагрудный номер синего цвета. Бегуны, успешно преодолевшие 9 «The Comrades», носят номер жёлтого цвета. У спортсменов, финишировавших на 10 и более «The Comrades», номер зелёного цвета. Участники, успешно завершившие 25 пробегов «The Comrades», в дальнейшем освобождаются от уплаты стартовых взносов.
Медалями награждаются все участники, финишировавшие в пределах установленных лимитов времени:
- золотыми медалями награждается первая десятка финишировавших бегунов;
- медалями имени Уолли Хэйуорда[англ.] — серебряными медалями с золотым ободком — награждаются бегуны (начиная со спортсмена, финишировавшим 11-м), преодолевшие «The Comrades» быстрее 6 часов;
- серебряными медалями награждают спортсменов, показавших время от 6:00.00 до 7:30.00;
- медалями имени Билла Роуэна (Bill Rowan) — бронзовыми медалями с серебряным ободком — награждают спортсменов, показавших время от 7:30.00 до 9:00.00;
- бронзовыми медалями награждают спортсменов, показавших время от 9:00:00 до 11:00:00[~ 2];
- медными медалями имени Вика Клэпхэма[англ.] награждают спортсменов, показавших время от 11:00.00 до 12:00.00.

До 2000 года бегунов награждали только золотыми, серебряными и бронзовыми медалями. В 2000 году спортсменов стали награждать медалью имени Билла Роуэна, названной в честь бегуна, который в 1921 году победил на первом марафоне «The Comrades», показав время 8:59.00. В 2003 году, в связи с увеличение временного лимита трассы до 12 часов, спортсменов начали награждать медной медалью, названной в честь основателя пробега — Вика Клэпхэма. С 2006 года спортсменов, показавших время лучшее, чем 6:00.00, награждают медалью, названной в честь пятикратного победителя марафона «The Comrades» — Уолли Хэйуорда.
Бегуну, установившему рекорд трассы, вручается золотая фигурка Гермеса, весящая 100 унций (2 кг 834 г). Южноафриканский бегун и бегунья, которые первыми пересекают финишную линию, получают по золотому Гермесу весом 25 унций (708 г) .

## История
Регбист, омлет и курица с карри
С забегом, состоявшимся в 1922 году, связана интересная история участия в нём южноафриканского игрока в регби по имени Билл Пэйн (Bill Payn). Накануне соревнований регбист зашёл в гости к Артуру Ньютону и, крепко выпив, решил тоже принять участие в «The Comrades». Утром он вышел на старт вместе с другими участниками забега. В тот год соревнования стартовали в Дурбане. Из воспоминаний Билла: «Раздался выстрел, и мы помчались как толпа армянских беженцев, пытающихся укрыться от ярости турецкого войска. Мне никогда не забыть этот адский бег.» Преодолев третью часть пути, регбист решил отдохнуть, позавтракав яичницей с беконом в одном из ресторанчиков, расположенных в Хиллкресте. После этого он продолжил бег, и, достигнув верхней точки горы Ботас-Хилл, встретил там своего приятеля по имени Зулу Вэйд, который также принимал участие в забеге. Вэйд устал ещё больше, чем Пэйн. Посетовав на то, что они сейчас напоминают не «молодых атлетов, а двух старых уток, страдающих гинекологическими заболеваниями», друзья отправились подкрепиться курицей с карри. После обеда они продолжили участие в пробеге, и, преодолев половину пути, сделали очередной привал в Драммонде. На этот раз Пэйн с Вэйдом зашли в бар одной из гостиниц. Выпив 12 кружек пива на двоих, спортсмены расстались: Вэйд принял решение прекратить участие в соревновании, а Пэйн вернулся на трассу. Через какое-то время регбист заметил у обочины дороги женщину, которая в одной руке держала бутылку, а в другой стакан. Добрая женщина предложила Пэйну стаканчик «персикового бренди» собственного изготовления. Пэйн принял угощение и в следующий момент понял, что «выпил почти смертельную дозу самогона, настолько крепкого, что им можно заправлять двигатели реактивных самолётов». Тем не менее, спортсмен не только продолжил бег, но и финишировал восьмым. На следующий день Пэйн в составе национальной сборной ЮАР по регби принял участие в очередной игре.
Впервые сверхмарафон «The Comrades» состоялся в День Империи 24 мая 1921 года. За исключением военных лет (1941—1945 гг.) марафон проводился ежегодно. В 2010 году соревнования состоялись в 85-й раз. На момент написания статьи (февраль 2011 г.) сверхмарафон преодолели более 311 тысяч спортсменов.
Идея проведения «The Comrades» принадлежит Вику Клэпхэму — ветерану Первой мировой войны. По замыслу Клэпхэма, пробег организовывается для того, чтобы почтить память всех южноафриканских солдат, погибших во время этой войны. В годы Первой мировой Клэпхэм преодолел 2700 км в составе подразделений под командованием германского генерал-майора Пауля Эмиля фон Леттов-Форбека. Одной из главных целей, отображённых в официальном положении о проведении соревнований, является «демонстрация несгибаемости человеческого духа, проявляемой в тяжёлых условиях».
С 1962 по 1994 год пробег проводился в День Республики — 31 мая. После падения в ЮАР режима апартеида, с 1995 года он начал проводиться в День молодёжи — 16 июня. В 2007 году под давлением представителей Лиги молодёжи африканского национального конгресса (en:African National Congress Youth League), которые утверждали, что пробег отвлекает внимание от празднования Дня молодёжи, организаторы «The Comrades» приняли решение о переносе даты проведения соревнований. Таким образом, в 2007 году «The Comrades» состоялся 17 июня, а в 2008 — 15 июня. В 2009 и 2010 году дата проведения сверхмарафона была изменена в связи с проведением футбольного Кубка конфедераций и Чемпионата мира по футболу. В эти годы «The Comrades» состоялся 24 и 30 мая соответственно.

### 1920-е годы
В 1921 году заявки на участие в первом «The Comrades» подали 48 бегунов, но к старту были допущены только 34 спортсмена.  Лимит времени был установлен в 12 часов. Победителем стал южноафриканец Билл Роуэн, показавший результат 8:59:00.  Из 34-х бегунов, вышедших на старт, только 16 преодолели всю дистанцию.
В 1922 году первым к финишу прибежал южноафриканец Артур Ньютон. Всего Ньютон побеждал на «The Comrades» пять раз. В 1923 году он финишировал на трассе, которая проводилась «вниз», показав время 6:56:00. На финише его приветствовали лишь несколько зрителей, поскольку мало кто предполагал, что можно преодолеть эту дистанцию так быстро.
Первой женщиной, принявшей участие в «The Comrades», стала Фрэнсис Хэйуорд (Frances Hayward), которая вышла на старт пробега в 1923 году. Но поскольку она участвовала неофициально, показанный её результат (11:35:00) учтён не был. Хотя Хэйуорд и не была удостоена медали участника сверхмарафона, другие бегуны и болельщики наградили её (приобретёнными за собственные средства) кубком и серебряным чайным сервизом.
В 1924 году на старт «The Comrades» вышло наименьшее количество участников — всего 24 спортсмена. Четыре года спустя, в 1928 году лимит времени был сокращён до 11 часов.

### 1930-е годы
В 30-е годы «звездой» пробега стал Харди Баллингтон (Hardy Ballington), одержавший победы в 1933, 1934, 1936 и 1938 году.
В 1930 году первым финишную черту пересёк южноафриканец Уолли Хэйуорд — будущая легенда сверхмарафона «The Comrades». Всего он побеждал в этом пробеге 5 раз, а в 1989 году 80-летний Хэйуорд стал самым пожилым участником, преодолевшим дистанцию этих соревнований. В 1932 году неофициальная участница по имени Джеральдин Уотсон (Geraldine Watson) стала первой женщиной, преодолевшей «The Comrades» как в направлении «вниз», так и «вверх».
«Ку-ка-ре-ку!»
В 1948 году на старт «The Comrades» вышел местный южноафриканский бегун по имени Макс Тримборн (Max Trimborn). Макс очень волновался в предвкушении предстоящего забега. Ему необходимо было сделать хоть что-то, что поможет избавиться от нервного напряжения. Макс сложил ладони трубочкой у рта, набрал полные лёгкие воздуха и… издал громкий петушиный крик. Бегунам очень понравилась эта шутка, и они попросили Макса, чтобы тот и в последующие годы давал сигнал к старту. Тримборн имитировал петушиный крик на старте «The Comrades» ещё 32 раза, иногда даже наряжаясь в костюм этой птицы. В 1985 году Макс умер, но его «ку-ка-ре-ку!», записанное на аудио-ленту, продолжает открывать пробег и в наши дни.

### 1940-е годы
В годы Второй мировой войны (1941—1945) сверхмарафон не проводился. На войне погибли два победителя «The Comrades» прошлых лет — Фил Мастерсон-Смит (Phil Masterson-Smith) и Фрэнк Саттон (Frank Sutton). В 1948 году родилась интересная традиция: на старте вместо выстрела из пистолета, прозвучало громкое петушиное кукареканье, сымитированное одним из участников пробега. Традиция живёт по сей день — звук «кукареку», воспроизводимый в аудио-записи, ежегодно звучит на старте «The Comrades».

### 1950-е годы
Через двадцать лет после первой победы, Уолли Хэйуорд вновь добился успеха: он был первым на финишной линии в 1951, 1953 и 1954 году.  Установив рекорды трассы в обоих направлениях («вверх» и «вниз»), Уолли Хэйуорд прекратил участвовать в «The Comrades». В 1958 году соревнования выиграл южноафриканец Джек Меклер (Jack Mekler). В последующие годы Меклер ещё четыре раза побеждал на трассе «The Comrades», а также дважды приходил к финишу вторым, и трижды — третьим.

### 1960-е годы
В 60-е годы количество участников возросло в несколько раз. В 1960 году на старт «The Comrades» вышло 104 бегуна, а в 1969 году — 703 спортсмена. В этот период впервые были определены контрольные точки прохождения дистанции. Джек Меклер стал первым спортсменом, выбежавшим из 6-ти часов; в 1960 году он финишировал с результатом 5:56.32.
В 1962 году в соревнованиях приняли участие четверо сильнейших британских бегунов на сверхдлинные дистанции. Один из них — Джон Смит (John Smith) выиграл забег «вверх», показав время 5:57.05, что было всего на 33 секунды медленнее текущего рекорда трассы. Наблюдая за другими участниками сверхмарафона, он с удивлением отметил, что зрители приветствуют этих бегунов не меньше, чем его самого. На что Билл Кокрэйн (Bill Cochrane), выигравший забег в 1946 году, ответил: «Вы сейчас наблюдаете то, что является духом этого пробега».
В 1965 году британец Бернард Гоумерсолл (Bernard Gomersall) установил новый рекорд трассы в направлении «вниз», который составил 5:51.09.
В 1967 году на финишной прямой состоялся драматический поединок между Мэни Куном (Manie Kuhn) и Томми Мэлоуном (Tommy Malone). Лидировавший Мэлоун уже приготовился вручить на финише мэру Дурбана традиционное послание от мэра Питермарицбурга. Отрыв от Мэни Куна, который бежал за ним, составлял около двух минут. Мэлоун выбежал на стадион, по дорожке которого ему предстояло преодолеть последние 80 метров, но в этот момент в 15-ти метрах за его спиной возник стремительно приближающийся Кун. Малоун предпринял ускорение, но тут же упал — его ноги свело судорогой. Он попытался подняться, но Кун уже пересёк финишную линию. 
Женщины и негры на трассе «The Comrades»
В 1975 году женщинам и неграм было впервые официально разрешено участвовать в забеге . До этого они бегали «по-чёрному», с самодельными номерами, прикреплёнными на груди. В том же году Винсент Ракабеле (Vincent Rakabele) пришёл к финишу 20-м; он стал первым чернокожим бегуном, официально награждённым медалью за участие в этом забеге. Среди женщин первой к финишу пришла Элизабет Кавано (Elizabeth Cavanaugh), показав результат 10:08.00.

### 1970-е годы
В 1971 году на старт «The Comrades» вышло более 1 тысячи спортсменов, а в 1979 году — более 3-х тысяч. Забег широко освещался в средствах массовой информации.
В 1976 году свою первую победу одержал южноафриканец Алан Робб (Alan Robb). Робб ещё трижды побеждал в «The Comrades» — в 1977, 1978 и 1980 году. В 1978 году он преодолел дистанцию за 5:29.14, опередив почти на 20 минут и на 4 километра спортсмена, который прибежал к финишу вторым.

### 1980-е годы
В 1980 году на старт «The Comrades» вышло 4207 бегунов, а в 1983 году — впервые количество участников превысило 5 тысяч человек.
В 1981 году южноафриканский студент по имени Брюс Фордайз стал победителем сверхмарафона «The Comrades». В последующие годы Фордайз ещё 8 раз первым пересекал финишную линию этого пробега. В 1981 году организаторы приурочили проведение сверхмарафона к 20-летию образования ЮАР. Непримиримый борец с апартеидом, Брюс Фордайз решил вместе с рядом других бегунов бойкотировать пробег. Фордайз всё же принял в нём участие, однако, в знак протеста, бежал с чёрной повязкой на руке. Брюс Фордайз также побеждал в «The Comrades» в 1982—1988 и 1990 году. В 1986 году он установил рекорд трассы «вниз», показав результат 5:24.07, а в 1988 году — рекорд трассы «вверх» — 5:27.42.
В 1989 году Сэм Цабалала (Sam Tshabalala) стал первым чернокожим бегуном, выигравшим «The Comrades».
Такси, близнецы и допинг
В 1993 году в первой десятке золотых медалистов финишировал спортсмен по имени Герман Мэтьи (Herman Mathee), но позже он был дисквалифицирован — на видеозаписи соревнований было видно, что он сел в такси, и проехал в нём почти 40 км дистанции. В 1999 году имел место ещё один факт мошенничества: братья-близнецы Сергио и Фика Мотсоененг (Motsoeneng) подменяли друг друга по ходу пробега. Часть трассы они проехали на автотранспорте, благодаря чему Сергио пришёл к финишу 9-м. Это очень удивило тех участников соревнования, которые прибежали к финишу позже его, но не помнили, чтобы Сергио обгонял их на трассе. Обман был раскрыт при просмотре записи телевизионной трансляции события — братья носили часы на разных руках. Братья Мотсоененг были не единственными бегунами, дисквалифицированными в 1999 году. Допинг-контроль показал, что южноафриканский бегун Малала Раста Мололи (Mahlala Rasta Mohloli) принимал запрещённый нандролон, а россиянин Виктор Жданов, пришедший к финишу вторым, — эфедрин.
Школьная учительница, южноафриканка Фрит ван дер Мёрве (Frith van der Merwe) в 1988 году стала победительницей среди женщин, показав время 6:32.56. В 1989 году она установила рекорд трассы среди женщин (5:54.43), и пришла к финишу 15-й в общем зачёте.
В том же году на старт «The Comrades» вышел 79-летний Уолли Хэйворд, который преодолел дистанцию с результатом 9:44.15. В следующем году он вновь принял участие в соревнованиях и стал самым пожилым спортсменом, преодолевшим дистанцию «The Comrades».

### 1990-е годы
В 90-е годы на старт «The Comrades» выходило от 12 до 14 тысяч спортсменов. В 1995 году впервые был учреждён денежный призовой фонд, что привлекло ещё больше иностранных участников.
В 1992 году первым финишную линию пересёк Чарль Мэттьюз (Charl Mattheus), однако позже он был дисквалифицирован за употребление запрещённого препарата. Мэттьюз заявлял, что этим препаратом было лекарство, которое он принимал от простуды. Тем не менее, титул победителя пробега был отдан спортсмену, прибежавшему к финишу вторым. Им оказался Джетман Мсуту (Jetman Msutu), ставший таким образом вторым чернокожим победителем сверхмарафона «The Comrades». Некоторое время спустя, лекарство, которое употреблял Мэттьюз, было удалено из списка препаратов, запрещённых ИААФ, поскольку, как выяснилось, оно не обладало допинговым эффектом. Мэттьюзу удалось подтвердить свой титул победителя — в 1997 году он, в условиях жёсткой и бескомпромиссной борьбы с соперниками, прибежал к финишу первым, показав результат 5:28.37.
В 1996 году в «The Comrades» впервые победил российский бегун — Дмитрий Гришин пришёл к финишу со временем 5:29.33. В 1998 году Дмитрий вновь выиграл пробег, показав результат 5:26.25.
Смертельный финиш
82-й по счёту пробег, состоявшийся в 2007 году, был омрачён гибелью двух участников. 34-летний дебютант «The Comrades» по имени Майкл Гордон (Michael Gordon) пересёк финишную линию с помощью других участников пробега. У Майкла случился сердечный приступ; спортсмен скончался по дороге в больницу. 48-летний Уиллем Малапи (Willem Malapi) финишировал вскоре после Гордона. Уиллему также помогали завершить дистанцию другие бегуны. В критическом состоянии бегуна доставили в больницу; в тот же вечер он скончался. Малапи был выступающим спортсменом, до этого он уже 14 раз успешно преодолевал «The Comrades». Причина смерти – остановка сердца, наступившая вследствие электролитического дисбаланса. Тем не менее, Джереми Боултер – руководитель службы медицинского обеспечения «The Comrades» отметил, что за исключение этих двух несчастных случаев, состоявшийся пробег был «самым спокойным» на его памяти. В 2007 году в пробеге приняло участие более 12 тыс. спортсменов, медицинская помощь была оказана 478 из них. Главные причины недомоганий – тошнота и обезвоживание. Одна из лидеров пробега – Риана ван Ниркерк – сошла с дистанции на 67-м километре. Спортсменка простудилась накануне соревнований, не очень хорошо себя чувствовала на трассе, и, по её словам, «решила не рисковать здоровьем.»
Угнанный автомобиль
В 2007 году удача отвернулась от южноафриканского бегуна Уилли Мтоло (Willie Mtolo) — победителя (1992 г.) Нью-Йоркского марафона. Мтоло уже дважды прибегал к финишу «The Comrades» вторым, но на этот раз вышла получасовая задержка, вызванная кражей грузовичка его брата. «Я был настолько шокирован, что прекратил бег», — говорит Мтоло, — «и смог продолжать только через 30 минут». Его брат Михаэль — член команды поддержки Уилли. Он оставил автомобиль в Драммонде (приблизительно на полпути забега) и отошёл, по его словам, «на пару минут». Вернувшись, Михаэль обнаружил, что грузовичка нет на месте. Мтоло говорит, что был в 15-ти минутах от лидеров, когда узнал об этой неприятной новости. Он финишировал 80-м, показав результат 6:35.01. Во время проведения «The Comrades» 2005 года в тот же автомобиль проникли воры, которые похитили все запасы напитков и еды, которыми должен был подкрепляться Уилли.

### 2000-е годы
75-й сверхмарафон «The Comrades» состоялся в 2000 году и собрал рекордное количество участников — на старт вышло почти 24 тысячи спортсменов. Временной лимит был увеличен до 12 часов. В 2003 году бегунов приветствовали более 3,5 млн зрителей.
В 2000 году организаторы пробега, с целью пресечения попыток нарушений правил участниками, приняли решение не выплачивать победителям призовые до тех пор, пока не будут получены окончательные результаты допинг-контроля. Пробег выиграл белорусский спортсмен Владимир Котов, который установил новый рекорд трассы «вверх» — 5:25.33.

#### 2003
На дистанции среди женщин лидировали российские бегуньи сестры близнецы Олеся и Елена Нургалиевы. Основную часть дистанции сёстры бежали в паре, а за 15 км до финиша Елена ускорилась и прибежала первой (6:07.46), опередив сестру на 4,5 мин.

#### 2004
Владимир Котов стал самым возрастным победителем забега. 46-летний Владимир первым пересёк финишную черту, показав результат 5:31.22. Елена Нургалиева одержала свою вторую победу на «The Comrades», установив новый рекорд трассы «вверх» среди женщин — 6:11.15. В том же году В.Котов принял гражданство ЮАР и поселился в городе Кейптаун.

#### 2005
Победительницей среди женщин стала чемпионка мира в беге на 100 км — россиянка Татьяна Жиркова. Она показала результат 5:58.50, одержав победу над своими соотечественницами сёстрами Нургалиевыми.

#### 2006
Пробег выиграл российский бегун Олег Харитонов. Это было его шестое выступление на «The Comrades» — в предыдущие годы он приходил к финишу 12-м, 4-м, 2-м, 3-м и 2-м. Елена Нургалиева подтвердила чемпионский титул, улучшив рекорд трассы (который сама и установила) на 2 мин 22 сек. Показанное ею время — 6:09.24 — на текущий момент (сентябрь 2015 г.) является актуальным рекордом среди женщин, установленным на трассе «вверх».

#### 2007
Россиянин Леонид Швецов побил рекорд трассы «вниз», установленный в 1986 году Брюсом Фордайзом. Леонид улучшил рекорд трассы на более чем 3 минуты, показав результат 5:20.49. Впервые Леонид Швецов принял участие в «The Comrades» в 2001 году — тогда он пришёл к финишу вторым. В женском зачёте победила Олеся Нургалиева — 6:10.11.

#### 2008
Леонид Швецов победил, установив новый рекорд трассы «вверх» — 5:24.49. Россиянин на 14 минут опередил поляка Ярослава Яницкого — победителя «The Comrades» 1999 года, и улучшил рекорд трассы, принадлежавший до этого Владимиру Котову (2000 г., 5:25.33). Среди женщин вновь победила Елена Нургалиева — 6:14.38. В этом же году Дэйв Роджерз (Dave Rogers) успешно завершил свой 43-й «The Comrades».
В 2008 году организаторы «The Comrades» приняли решение дисквалифицировать участников, если они будут помогать пересечь финишную линию спортсменам, которые не в состоянии самостоятельно продолжать бег. Решение вызвало неоднозначную реакцию. Один из ветеранов пробега выразил сожаление по этому поводу: «Бывает так, что спортсмен в изнеможении падает за 10 метров до конца дистанции, и кто-то должен его перенести за финишную черту.» Организаторы пробега сообщили, что де-юре подобное правило существовало на протяжении многих лет, но никогда не применялось на практике. Ужесточение требований было вызвано гибелью двух бегунов, участвовавших в «The Comrades» в 2007 году.

#### 2009
С результатом 5:23.27 победил спортсмен из Зимбабве Стефан Музинги (Stephen Muzhingi). У двукратного победителя пробега — Леонида Швецова за 9 километров до финиша судорогами свело мышцы ног, в результате чего он преодолел дистанцию только вторым. Среди женщин первой к финишу прибежала Олеся Нургалиева (6:12.12), опередив на 1 мин 02 сек свою сестру Елену. Победительница 2005 года, Татьяна Жиркова финишировала третьей в женском зачёте.

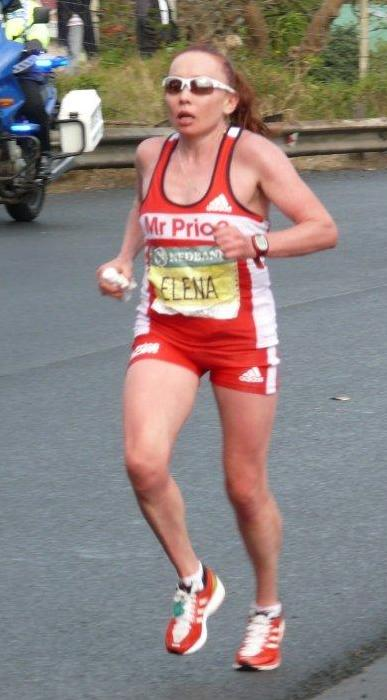
Елена Нургалиева на пути к победе в 2012 году

### 2010-е годы

#### 2010
Стефан Музинги одержал свою вторую победу, показав результат 5:29.01. Южноафриканцы Людвик Мамаболо (Ludwick Mamabolo) и Сергио Мотсоененг заняли, соответственно, второе и третье место. Среди женщин первой финишную черту пересекла Елена Нургалиева — это её пятая победа в «The Comrades» (6:13.04). Второе и третье место на пьедестале почёта заняли Олеся Нургалиева и Марина Мышлянова.

#### 2011
«The Comrades» состоялся 29 мая (вверх):
- (м) 5:32.45  Стефан Музинги
- (ж) 6:24.11  Елена Нургалиева

#### 2012
вниз:
- (м) 5:31.03  Лудвик Мамаболо
- (ж) 6:07.12  Елена Нургалиева

#### 2013
вверх:
- (м) 5:32.09  Клод Мошива
- (ж) 6:27.09  Елена Нургалиева

#### 2014
вниз:
- (м) 5:28.29  Бонгмуса Мтхембу (Bongmusa Mthembu)
- (ж) 6:18.12  Элли Гринвуд

#### 2015
вверх:
- (м) 5:38.36  Гифт Келех (Gift Kelehe)
- (ж) 6:12.22  Каролин Восман (Caroline Wostmann)

#### 2016
вниз:
- (м) 5:18.19  Дэвид Гатебе[англ.]
- (ж) 6:25.55  Шарне Босман (Charne Bosman)

#### 2017
вверх:
- (м) 5:35.34  Бонгмуса Мтхембу (Bongmusa Mthembu)
- (ж) 6:27.35  Камилла Херрон[англ.]

#### 2018
вниз:
- (м) 5:26.34  Бонгмуса Мтхембу (Bongmusa Mthembu)
- (ж) 6:10.03  Анн Ашворт (Ann Ashworth)

## Интересные факты
Ни один спортсмен не должен прибежать к финишу голодным.
- Среди любителей бега считается престижным преодолеть «The Comrades» в обе стороны: и «вверх», и «вниз».
- Самой распространённой фамилией среди участников «The Comrades» 2009 года была Naidoo.
- Большинство участников предпочитают беговую обувь фирмы ASICS. В 2009 году в ней бежали 4 733 спортсмена.
- В 2009 году средний возраст участников составил 41 год у мужчин и 40 лет у женщин. Из почти 13 тыс. участников, 35 мужчин и 15 женщин отпраздновали свой день рождения на трассе пробега.
- До финиша добегает 88 % от общего числа участников[3]. В последний час финишную линию пересекают более 45 % бегунов[4].
- Спортсмен, пробегающий классическую марафонскую дистанцию (42,195 км) в районе трёх часов, имеет 9 % шансов на награждение серебряной медалью «The Comrades»[3].
- В 2000 году на пункты питания, расположенные на трассе пробега, было завезено 1,3 млн одноразовых упаковок воды, 400 тыс. порций изотонического напитка Powerade[англ.], 60 тыс. литров Кока-Колы, 30 тыс. бутылок с водой, 900 ящиков бананов, 350 ящиков апельсинов, одна тонна картофеля, 100 ящиков энергетических батончиков.

## Статистика
Рекорды трассы
|         | «Вверх»/«Вниз» | Рекордсмен         | Страна | Год  | Результат |
| ------- | -------------- | ------------------ | ------ | ---- | --------- |
| Мужчины | «Вниз»         | Дэвид Гатебе       | ЮАР    | 2016 | 5:18.19   |
|         | «Вверх»        | Леонид Швецов      | Россия | 2008 | 5:24.49   |
| Женщины | «Вниз»         | Фрит ван дер Мёрве | ЮАР    | 1989 | 5:54:43   |
|         | «Вверх»        | Елена Нургалиева   | Россия | 2006 | 6:09.23   |

Размер призового фонда в 2005—2010 гг. (долл. США)
| Год  | Мужчины | Женщины | Всего   |
| ---- | ------- | ------- | ------- |
| 2010 | 97,460  | 97,460  | 194,920 |
| 2009 | 82,845  | 82,845  | 165,690 |
| 2008 | 137,230 | 93,065  | 230,295 |
| 2007 | 72,205  | 72,205  | 144,410 |
| 2006 | 79,180  | 74,820  | 154,000 |
| 2005 | 77,910  | 77,910  | 155,820 |

## Комментарии
1. ↑  Обозначенный на схеме н.п. Клоф именуется как Клуф, Като-Ридж — как Кейто-Ридж. Источник: Южно-Африканская Республика. Справочная карта. Масштаб 1:2 500 000. М., ГУГК, 1980
2. ↑  Лимит времени может меняться в различные годы проведения соревнований. Напр., в 2007 году для награждения бронзовой медалью спортсмен должен был показать результат в пределах 10:00:00.
3. ↑  You are now witnessing the spirit of the Comrades.